# Psammolyce albicans
Psammolyce albicans är en ringmaskart som beskrevs av Jean Louis Armand de Quatrefages de Bréau 1866. Psammolyce albicans ingår i släktet Psammolyce och familjen Sigalionidae. Inga underarter finns listade i Catalogue of Life.